# Prapic
Prapic est un hameau de France situé dans les Hautes-Alpes, sur la commune d'Orcières composée du bourg principal et des autres villages et hameaux des Tourrengs, des Marches, des Audiberts et des stations de sports d'hiver d'Orcières Merlette 1850 et de Serre-Eyraud.
Le village est implanté à la confluence du torrent de Blaisil et du Drac Noir, à 1 560 mètres d'altitude, dans le massif des Écrins. Il est dominé par les Lauzes Rousses à l'est et le Garabrut au sud.
Les limites du parc national des Écrins passent juste à l'est du hameau. Des sentiers de randonnée remontant les vallons du torrent de Blaisil et du Drac Noir ou se dirigeant vers Orcières Merlette permettent de gagner des cols, lacs d'altitude, cascades et autres alpages.

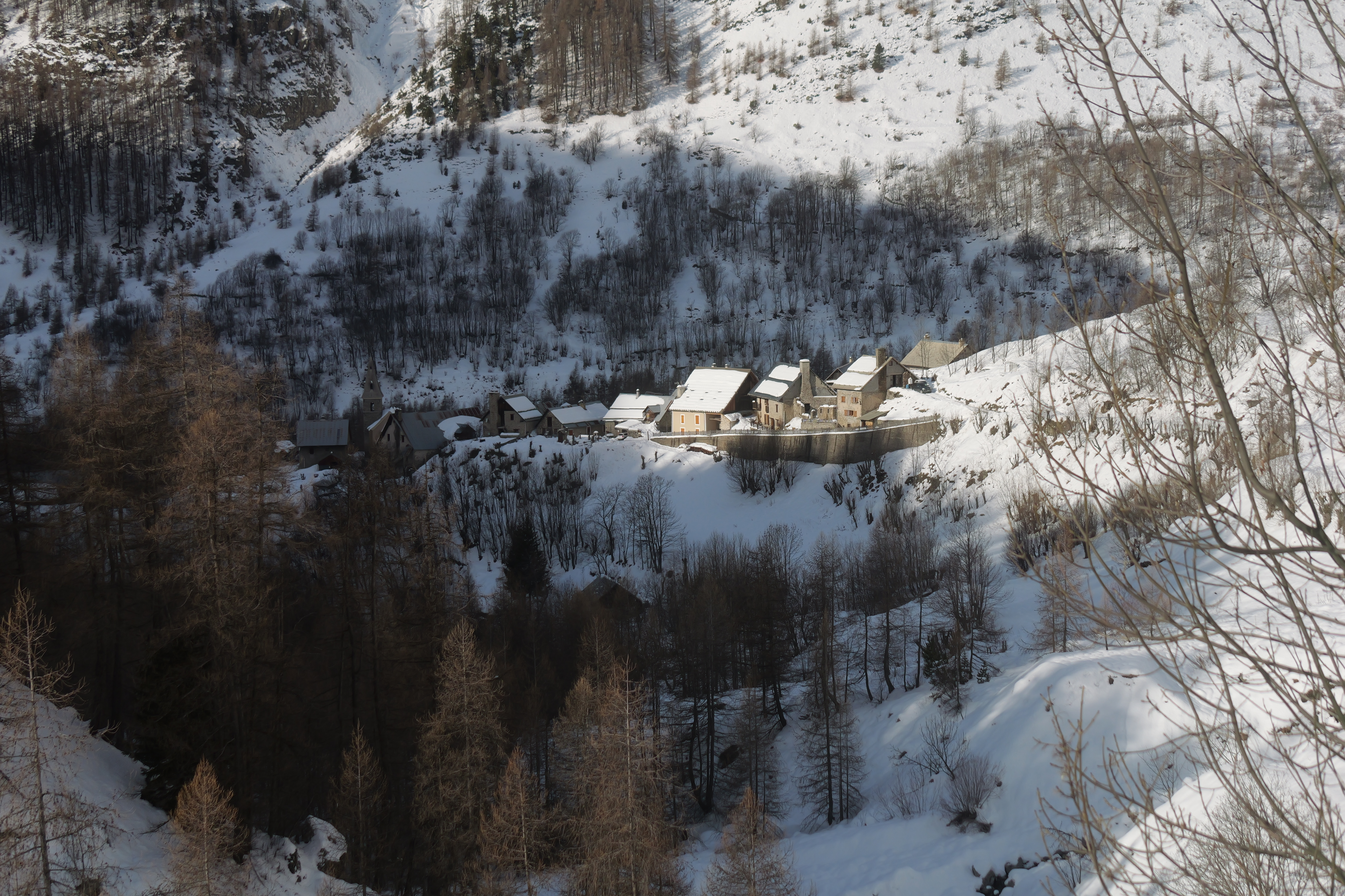
Prapic enneigé.